# Canelones
Canelones je město v Uruguayi. Leží v jižní části země a je sídlem departementu Canelones. Při sčítání lidu v roce 2011 mělo město 19 865 obyvatel. Je vzdáleno přibližně 50 km severně od centra hlavního města Montevideo a tvoří tak součást metropolitní oblasti hlavního města. Východní hranici města tvoří potok Arroyo Canelón Chico.
Město bylo založeno v roce 1782 pod názvem Villa de Nuestra Señora de Guadalupe. V roce 1874 byla otevřena železniční trať, která město spojovala s Montevideem. Na začátku 20. století zde byly otevřeny mrazírny, mlýn a potravinářské podniky. V roce 1916 bylo přejmenováno na svůj současný název a formálně prohlášeno za město. V okolí města se nacházejí vinohrady, které tvoří podstatnou část místní ekonomiky. Z průmyslu si významné místo udržely mrazírny.